# 詠隊

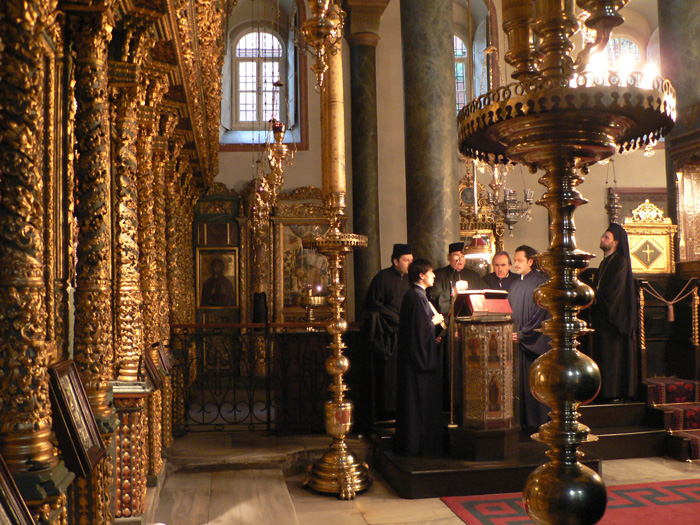
現在のコンスタンディヌーポリ総主教座聖堂である聖ゲオルギオス大聖堂の内観。奉神礼時の光景。右詠隊（正教会の詠隊が左右に分かれる場合の、右側の詠隊を指す語）が歌っている。左側に至聖所のイコノスタシスが写っている。

詠隊（えいたい）とは、正教会の奉神礼（礼拝・典礼）において果たされる定められた役割、および定められた役割を担う人々のことを言う。他教派のキリスト教における聖歌隊とほぼ同義の意味で用いられることもあるが、後述の通り、文脈によっては微妙に異なる意味で使われている場合がある。

## 詠隊の語義（詠隊と聖歌隊の違い）
正教会の時課経（じかけい）などの祈祷書中に、文言を詠むか歌うかする担当者として「詠隊」を指定している記述がなされている。この場合の「詠隊」とは奉神礼において歌う事が求められる者であって、教会で特別に訓練に励んでいる聖歌隊もしくは聖歌隊隊員であるかどうかは問われない。小規模な教会では誦経奉仕者（しょうけいほうししゃ）がこの役割を兼ねて務める場合も多い。
- 詠隊 - 奉神礼上に指定された歌唱の役割を果たす者
- 聖歌隊 - 中規模以上の教会に具えられている、詠隊としての役割に特化して訓練に励む教会内グループ

従って、「聖歌隊員であれば必ず詠隊の役割を果たしている」は言えるが、「詠隊であれば聖歌隊員である」とは限らない。詠隊に神品が加わるケースも少なく無い。

## 誦経と聖歌の違い（誦経奉仕者と詠隊の違い）

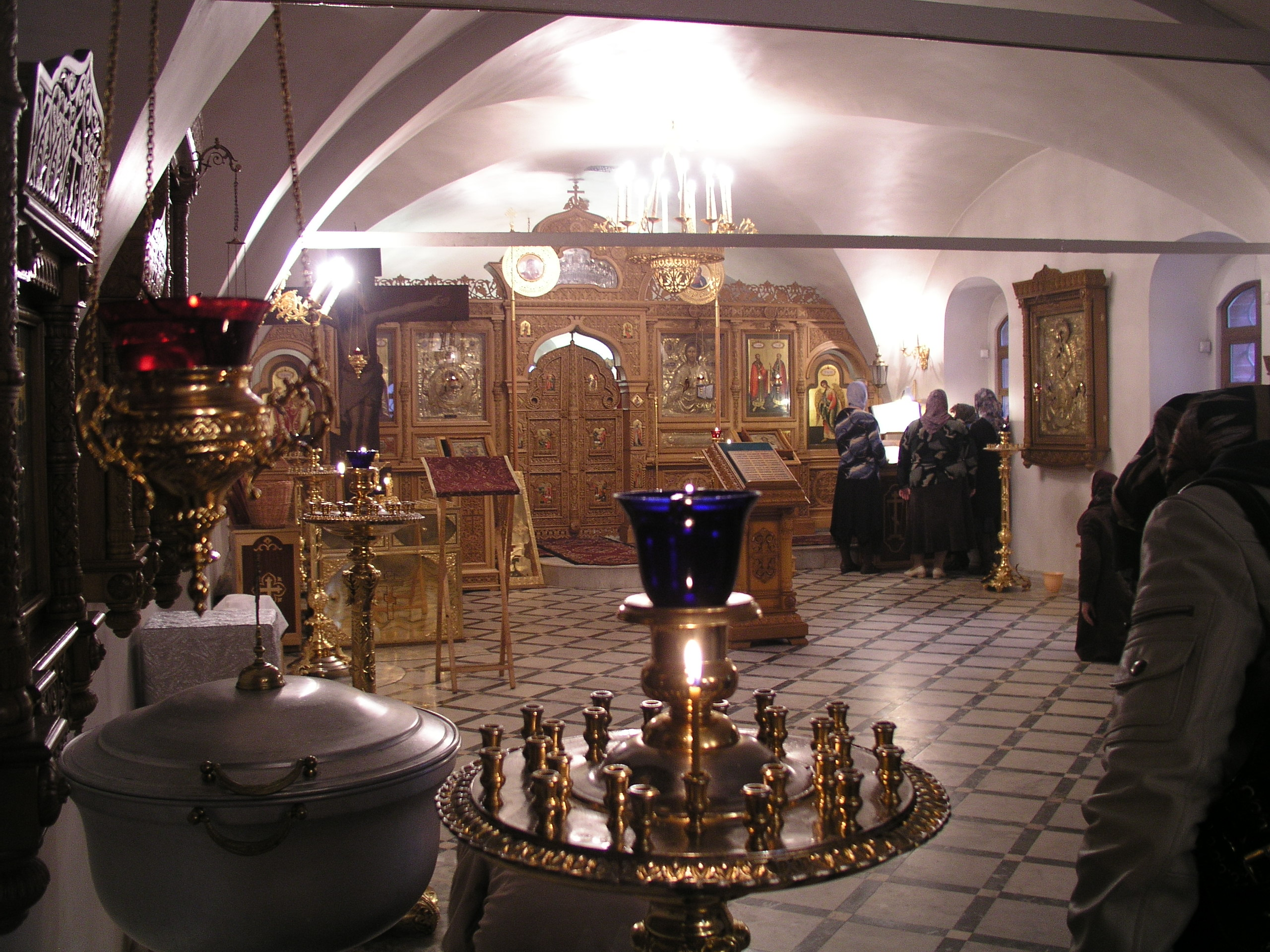
右奥：イコノスタスの手前にある、祈祷書・楽譜を置く台の前に、誦経と詠隊の任に当る複数人が集まっている例（ヤロスラヴリの神現聖堂内）。ここでは女性のみが担当している。

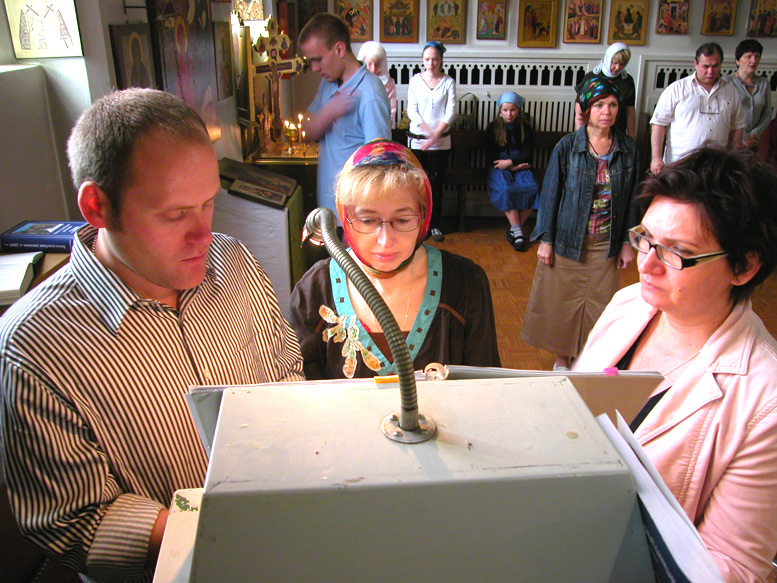
上記と同様、聖堂内、祈祷書・楽譜を置く台の前に、誦経と詠隊の任に当る複数人が同じ場所に集まっている例（デュッセルドルフの生神女庇護教会）。ここでは男性1人と女性2人が担当している。

基本的には誦経（しょうけい）も聖歌も、正教会の祈祷は全て歌われる（旋律の変化があまり無い部分でも「詠む」）ものとして位置付けられる。
そのため、正教会において誦経と聖歌の違いは明確に線引き出来るものではなく、あくまで相対的なものである。このことから必然的に、誦経を担当する誦経奉仕者と聖歌を担当する詠隊との間の線引きも曖昧かつ相対的なものとなる。基本的には「誦経」と「聖歌」との区別は、その旋律の変化の度合いによって相対的になされるが、いずれかであるか判断しがたい部分も存在する。
ロシア正教会、ウクライナ正教会などのスラヴ系正教会では、誦経部分はオラトリオなどのレチタティーヴォに似た、旋律や抑揚を極力抑えて一定の音階を保って朗誦されるのが常であり、旋律を付けられて歌われる聖歌の部分とは一見区別が容易である。しかしながら祈祷書中のいずれを歌うか誦経するかの選択は奉神礼を執行している神品の判断に負うところが大きく、可変的な部分が大きい。また、ポロキメンや聖詠の詠み方・歌い方の指定にもみられるように、詠隊と誦経が区別しがたいほどに濃密な連携を保っている場面も少なくない。
従って小規模な教会では、誦経奉仕者と詠隊担当者、および誦経奉仕者・詠隊の立っている場所とが同一である場合も多い。
ギリシャ正教会をはじめとしたギリシャ系正教会では、誦経部分も歌われることが多い。この場合、上述のスラヴ系正教会よりも、誦経と聖歌、誦経奉仕者と詠隊の区別を行うことはより困難となる。
神品よりも奉神礼においては声を発する場面が圧倒的に多いのが誦経奉仕者と詠隊であり、多くの教会でこれらの役割は重要視され、日本正教会においてもその担当者の養成は極めて重要なものと看做されている。

## 詠隊の位置づけ
現代では祈祷書中で担当者が「詠隊」と指定されている部分を、会衆全員で歌唱することも少なく無い。比較的歌う事が容易な旋律が用意されていることの多い連祷部分や、信経、天主経などがその対象となることは多い。
日本でもニコライ堂にみられるように、大規模な聖歌隊を用意し、殆どの祈祷文を訓練された聖歌隊が詠隊として歌う事が多い大教会に於いても、信経、天主経は会衆全員で歌唱される習慣が広く行われている（ただし、ギリシャ系正教会では歌唱ではなくこの部分は朗読調となる）。
また、小規模な教会では会衆のうちほぼ全員が詠隊となって奉神礼に参加し、多くの場合で会衆と詠隊の区別が相対的なものになっている。
ただし、かつては教衆（きょうしゅう）の一員としての役割が強調されたこともあり、詠隊の役割を選ばれた信徒に限定する伝統的傾向は残存している。詠隊の役割を特に祝福された正教信徒に限定し、基本的には洗礼を希望する者にも、詠隊への参加は洗礼以後に求める神品も存在する。上述した通り誦経奉仕者と詠隊の役割は極めて大きなものである上に、祭服まで着用して行われる誦経と詠隊の役割の区別は相対的なものである以上、詠隊もまた奉神礼（リトルギア：「神の民の仕事」の訳語）において重要な役割を担う「神の民」と位置付けられるのであり、信徒以外のものに広く開放されるべき職分であるとはあまり看做されないからである。
最近では宣教への配慮から、司祭の祝福（許可）により、正教会に来た非信徒も詠隊に一時的に参加することが個別に許されるケースも少なく無い。但し、大教会の大規模な専任の聖歌隊においては、そうした事例は無くはないものの稀である。